# Harmônica artificial

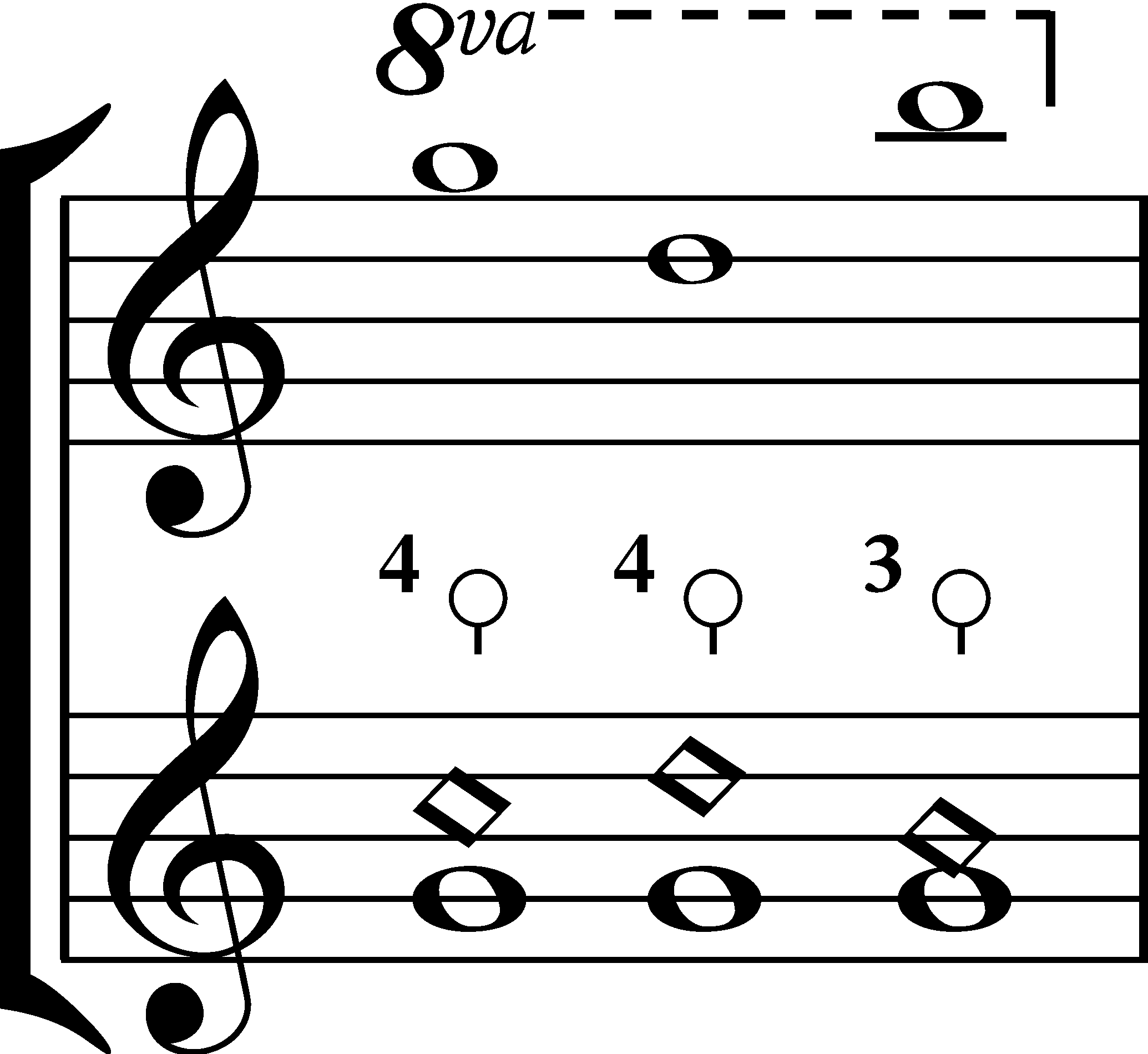
Representação em relação a Harmônica Artificial

Harmonia artificial ou Harmônico artificial é uma técnica utilizada em Guitarras Eléctricas, que é feita com o auxílio de uma palheta. Consiste em segurar uma nota qualquer no braço da guitarra e tocá-la junto com a parte lateral do polegar abafando de forma suave o som da nota. A nota deve ser tocada com a palheta e logo depois, o dedo deve raspar na corda lateralmente para que haja o que chamamos de "grito". O Harmônico Artificial está relacionado à distorção utilizada: se houver uma distorção forte (ou bastante drive) o harmônico terá uma sonoridade mais ardida e alta.[carece de fontes?]
O princípio de funcionamento é idêntico ao do harmônico natural e são dois os motivos básicos do harmônico artificial dar "gritos" que são menos observados nos harmônicos naturais:
1º é a "diminuição do comprimento da corda", quando a corda é pressionada em determinada casa (usemos para exemplo a 12ª casa), os dois trastes desta casa passam a dividir a corda em 2 segmentos, um que começa no capotraste ou pestana verdadeira e vai até o traste anterior e outro que começa no traste posterior (este é o traste que dá o nome à casa) e vai até a ponte da guitarra. Quando toca-se a corda pressionada contra a 12ª casa, na verdade estará tangenciando-se somente aquele pedaço da corda e este passará a se comportar como se a corda estivesse solta, mas na realidade é somente um pequeno comprimento, uma parte, da corda inteira.
Assim com a corda dividida e tangenciada ouve-se um som mais agudo que o da mesma corda na condição solta.
Agora que a corda possui um som mais agudo, a localização dos harmônicos naturais neste pedaço de corda é análoga ao da corda solta (consultar Harmônica), e assim, pressionanda a corda na 12ª casa e realizando-se o harmônico natural na 24ª será constatado um som uma 8ª acima do som da corda pressionada.
os Harmônicos artificiais nada mais são que tangimento da corda com abafamento em um ponto propositalmente escolhido (consultar Harmônica), processo idêntico ao harmônico natural, excetuando-se por esse abafamento ser executado de modo diferente, que geralmente é a base do polegar da mão da palheta.
Mas e o "grito"? Porquê só com distorção esse som é mais pronunciado?
Como o harmônico natural foi executado numa corda de comprimento reduzido pela pressão de um dedo da mão sobre uma casa, é normal a redução do sustentação da corda, e como o harmônico é na verdade uma parcela dos sons produzidos pela vibração da corda, ele é ouvido em menor volume que o som da corda tangida sem abafamento.
A característica da saturação (distorção) de amplificadores e pedais de efeito é amplificar uma onda sonora de forma a evidenciar os harmônicos com o aumento da saturação da onda sonora original. Por esse motivo os harmônicos tocados com distorção são mais "gritantes", sejam eles artificiais ou naturais.[carece de fontes?]